# Едвард Френкель
Едвард Френкель (нар. 2 травня 1968 року, Коломна, Росія) — американський професор та популяризатор
 
математик, кінорежисер, сценарист, актор
.
Фахівець з теорії представлень, алгебричної геометрії та математичної фізики. 
Професор математики Каліфорнійського університету в Берклі.

## Життєпис
Не зміг вступити до МДУ через свою національність (єврей), закінчив російський державний університет нафти та газу. Емігрував до США.
У віці 21 року був запрошений до Гарвардського університету як запрошений професор, у 28 років призначений професором Каліфорнійського університету в Берклі.

## Нагороди та визнання
- 1994: запрошений доповідач на Міжнародному математичному конгресі в Цюриху;
- 2002: премія Германа Вейля;
- стипендія Паккарда з науки та техніки;
- Chaire d'Excellence, Fondation Sciences mathématiques de Paris;
- 2012: лектор Семюеля Айленберга в Колумбійському університеті;
- 2013: член Американського математичного товариства[10]
- 2014: член Американської академії мистецтв і наук[11];
- 2015: книжкова премія Ейлера[en];

## Публікації
- E. Frenkel: Langlands Correspondence for Loop Groups, Cambridge Studies in Advanced Mathematics 103, Cambridge University Press 2007, ISBN 978-0-521-85443-6.
- E. Frenkel and D. Ben-Zvi: Vertex Algebras and Algebraic Curves, Mathematical Surveys and Monographs 88, Second Edition, American Mathematical Society 2004, ISBN 0-8218-3674-9.
- E. Frenkel, D. Gaitsgory and K. Vilonen: On the geometric Langlands conjecture [Архівовано 12 травня 2019 у Wayback Machine.] 2000.
- E. Frenkel: Recent Advances in the Langlands Program [Архівовано 20 листопада 2017 у Wayback Machine.] 2003.
- E. Frenkel: Lectures on the Langlands Program and Conformal Field Theory [Архівовано 24 лютого 2021 у Wayback Machine.] Les Houches 2005.
- E. Frenkel and E. Witten: Geometric Endoscopy and Mirror Symmetry [Архівовано 26 березня 2015 у Wayback Machine.] 2007.
- E. Frenkel: Gauge Theory and Langlands Duality [Архівовано 26 березня 2015 у Wayback Machine.] Séminaire Bourbaki 2009.
- E. Frenkel, R. Langlands and B.C. Ngô: Formule des Traces et Fonctorialité: le Début d'un Programme [Архівовано 4 червня 2016 у Wayback Machine.] 2010.
- E. Frenkel and B.C. Ngô: Geometrization of Trace Formulas [Архівовано 4 червня 2016 у Wayback Machine.] 2010.